# Pterorhinus caerulatus
Pterorhinus caerulatus là một loài chim trong họ Leiothrichidae.
Loài này được tìm thấy ở Bhutan, Trung Quốc, Ấn Độ, Myanmar, Nepal, Đài Loan và quần đảo Hawaii (nơi mà chúng được du nhập). Môi trường sống tự nhiên của chúng là rừng núi ẩm nhiệt đới hoặc cận nhiệt đới.